# Honorius IV.
Honorius IV. (lat. Honorius IV.; přibližně 1210 Řím – 3. duben 1287 Řím), narozen jako Giacomo Savelli, byl papežem od 2. dubna 1285 do 3. dubna roku 1287.

## Život
Giacomo Savelli byl synem římského senátora Lucy Savelliho a Giovanny Aldobrandeschiové. Z téže rodiny pocházel již papež Honorius III., Giacomův prastrýc.Studoval v Paříži a od roku 1261 sloužil papeži Urbanovi IV. Kardinálemn byl jmenován při kostele Santa Maria in Cosmedin v Římě. Zároveň zůstal po celý život římským senátorem. Po smrti Martina IV. jej kardinálové vybrali v konkláve v Perugii za čtyři dny jako kandidáta papežského úřadu, přestože byl nemocen a ochromen na rukou i na nohou pokročilým stadiem dny. Při liturgii již sám nedokázal bez pomoci pozdvihnout hostii.
Za své krátké vlády dbal hlavně o bezpečnost papežských států a situaci na Sicílii. Pokračoval v politice svého předchůdce, ve sporu Karla II. z Anjou s Petrem III. Aragonským se kategoricky postavil na stranu Anjouovců. S Rudolfem Habsburským navázal přátelský vztah, ale nezajistil jeho císařskou korunovaci, ačkoliv byla ohlášena na 2. února 1287, realizace selhala pro chyby papežského legáta a odpor voličů.
Během svého pontifikátu se na Aventinu pokusil obnovit rezidenci po svém prastrýci Honoriovi III., provoz selhal kvůli nedostatku vody. Na univerzitě v Paříži schválil založení katedry orientálních jazyků, zejména arabštiny. Toto rozhodnutí souviselo s jeho posláním činnosti v oblasti islámu a východních schizmat.
Dne 3. dubna 1287 Honorius IV po dvouletém pontifikátu zemřel a byl pohřben ve Svatopetrské bazilice, rakev byla později přenesena do rodinné krypty Savelliů v kostele v Santa Maria Aracoeli v Římě.
Dle některých historiků byl ženatý (ovšem svěcení mohl přijmout až po smrti manželky), což by z něj činilo posledního papeže, který nebyl celý život celibátní (byť někteří pozdější papežové celibát nedodržovali).